# Nest (worp)
Een nest of worp is een verzameling nog niet uitgekomen eieren en een groep nakomelingen die in tezamen zijn geboren en grootgebracht. Het is dus zowel een nest eieren als een nest kuikens en een nest puppy's.